# Young Folks (песня)
«Young Folks» — первый сингл третьего альбома Writer’s Block шведской группы Peter Bjorn and John (альбом выпущен в 2006 году). Виктория Бергсман выступила в качестве приглашенной вокалистки. Песня получила положительные отзывы от нескольких музыкальных критиков и хорошо зарекомендовала себя в чартах, попав в топ-40 в Канаде, Чехии, Финляндии, Германии, Венгрии, Ирландии и Великобритании. В музыкальном клипе, снятом на песню, представлены анимированные персонажи — Питер и Виктория, исполняющие её в разных местах.
Песня впервые привлекла внимание на таких веб-сайтах, как Myspace и YouTube, и использовалась в ряде европейских рекламных роликов и телешоу. С середины 2007 года песня широко транслировалась на американском радио, в первую очередь на танцевальных радиостанциях, таких как KNHC / Сиэтл, KNGY / Сан-Франциско и The Beat Sirius Satellite. Это примечательно для песни жанра поп со свистом (изначально свист был добавлен в качестве замены другого инструмента). Свист и часть песни имеют мелодию, напоминающую "восточный рифф ".
Песня заняла 5-е место в списке 100 лучших треков 2006 года согласно журналу Pitchfork Media. В журнале Pitchfork песня была упомянута 19 июля 2006 года, она получила три звезды из пяти. Песня также заняла 2-е место в опросе «Трек года», который был проведен журналом NME в 2006 году. В Planet Sound её назвали вторым синглом 2006 года. Песня была названа лучшей в 2007 году согласно онлайн-магазину iTunes Store . На радиостанции Y-Rock On XPN также сказали, что песня получает 1-е место в 2007 году. В октябре 2011 года журнал NME поместил трек на 92-е место в списке 150 лучших треков за последние 15 лет. Песня была включена в 10 лучших песен с использованием свиста (вебсайт Spinner). Журнал Rolling Stone также включил эту песню в список 15 лучших песен всех времен, где можно услышать свист.
Сингл был переиздан 17 сентября 2007 года, когда он достиг 13-й строчки чарта в Соединённом Королевстве Великобритании, поднявшись с первоначального 33-го места в чарте 2006 года.

## Видеоклип
Режиссёром анимационного видеоклипа на песню стал Тед Мальмрос, анимацией занимался Грэм Сэмюэлс. Клип был показан в видеоигре SingStar Pop 2, а также в видеоигре Lips .
Видео начинается с того, что Питер и Виктория сидят в парке на скамейке. Питер учит Викторию свистеть. Затем мы видим, что они сидят в автобусе; в этот момент начинается песня. На протяжении всего видео можно увидеть сцены, в которых группа играет песню, и, в конце концов, клип заканчивается большой вечеринкой, на которой все «словно исчезают».

## Живые выступления
Группа исполнила песню в ток-шоу Late Night с Конаном О’Брайеном 29 января 2007 года и в ток-шоу The Tonight Show с Джеем Лено 18 мая 2007 года (последнюю версию с участницей группы Tonight Show Вики Рэндл, играющей на бонго). 29 сентября 2007 года группа исполнила песню «Young Folks» (с вокальной партией Виктории Бергсман) на шоу Friday Night с Джонатаном Россом на канале BBC1 . Когда группа играла песню на фестивале музыки и искусств Coachella Valley в 2007 году, вокальную партию Бергсман исполняла Беббан Стенборг из группы Shout Out Louds. Во время австралийского турне Питера Бьорна и Джона в 2008 году вокальную партию Виктории Бергсман исполнила Трейсиэн Кэмпбелл из группы Camera Obscura .

## Списки треков
7-дюймовый сингл
A. «Young Folks» (с Викторией Бергсман)
B. «Ancient Curse»
CD-сингл 2006 года
1. «Young Folks» (с Викторией Бергсман)
2. «Ancient Curse»
3. «All Those Expectations» (ремикс)

CD-сингл 2007 года
1. «Young Folks» (с Викторией Бергсман)
2. «Young Folks» (OrtzRoka ремикс)
3. «Young Folks» (Beyond the Wizards Sleeve re-animation)

## Чарты
| Чарт (2006—2008)                               | Высшая позиция |
| ---------------------------------------------- | -------------- |
| Австралия (ARIA)                               | 42             |
| Бельгия/Фландрия (Ultratip)                    | 2              |
| Бельгия/Валлония (Ultratip)                    | 7              |
| Канада (Billboard Canadian Hot 100)            | 27             |
| Чехия (Rádio Top 100)                          | 37             |
| Финляндия (Suomen virallinen lista)            | 9              |
| Германия (GfK)                                 | 31             |
| Венгрия (Rádiós Top 40)                        | 13             |
| Ирландия (IRMA)                                | 24             |
| Нидерланды (Single Top 100)                    | 75             |
| Шотландия (Scottish Singles Chart)             | 14             |
| Великобритания (UK Singles Chart)              | 13             |
| США (Billboard Adult Alternative Songs)        | 16             |
| США (Billboard Alternative Songs)              | 22             |
| США (Billboard Bubbling Under Hot 100 Singles) | 10             |

| Чарт (2007)      | Позиция |
| ---------------- | ------- |
| UK Singles (OCC) | 151     |
| Australia (JJJ)  | 16      |

## Сертификации
| Регион                                                                      | Сертификация | Продажи   |
| --------------------------------------------------------------------------- | ------------ | --------- |
| Италия (FIMI)                                                               | Золотой      | 25 000    |
| Великобритания (BPI)                                                        | Золотой      | 400 000   |
| США (RIAA)                                                                  | Платиновый   | 1 000 000 |
| Данные о продажах + прослушиваниях приведены только на основе сертификации. |              |           |

## В популярной культуре
Песня «Young Folks» неоднократно появлялась в медийном пространстве; на неё записано множество каверов, она породила множество семплов .
- Английская инди-рок-группа The Kooks записала кавер на песню «Young Folks», он был включен в альбом на компакт-диске в специальном выпуске бокс-сета музыкального журнала NME. Эта кавер-версия играла в 100-й серии телесериала «Сплетницы» .[32][33]
- Немецкая певица Нена записала кавер на песню «Young Folks» вместе с Оливером Похером и Стефаном Реммлером; на немецком языке песня называется «Ich kann nix dafür» («Я не несу ответственности») для фильма Vollidiot. Эта версия стала 78-м самым продаваемым синглом 2007 года в Германии.[34]
- Японский певец Шуго Токумару перепел песню в 2006 году. Песня был выпущена как сингл в Японии и получила широкое распространение в эфире.
- Канье Уэст использовал семпл для одноименной песни и песни «Interviews (Interlude)» на своем микстейпе Can’t Tell Me Nothing . К Канье Уэсту присоединились первоначальные исполнители песни, когда он исполнял свою версию вживую в 2007 году.[35]
- Джеймс Блант сделал кавер на эту песню в сентябре 2007 года на BBC Radio 1 на шоу Джо Вайли[36] , а позже в том же месяце на фестивале Now & Zen Fest KLLC.[37]
- В 2011 году американская группа The Holdup сделала половину кавера на песню, переименовав ее в «Young Fools».
- Среди других исполнителей кавер-версий — Доун Лэндс, Пит Йорн и Ричард и Джуди .
- Песня вошла в сборник 2007 года Acoustic 07.
- В 2008 году песня была использована в рекламе сербского мобильного оператора Vip Mobile.
- В сериале «Сплетница» трек был использован для пилотной серии в первой сцене[38]
- Песня также была включена в фильм 21[39] 2008 года.
- С марта 2009 года песня используется в рекламе британского магазина DIY Retailer Homebase .
- Песня также появилась во время видеопроекта Уилла в фильме Бэндслэм 2009 года.
- Песня появилась в финском фильме Kielletty hedelmä (Запретный плод) (2009).
- Песня также использовалась во втором сезоне промо-ролика Who the (Bleep) Did I Marry? .[40]
- Песня также присутствует как саундтрек к фильмам Angus, Thongs и Perfect Snogging.
- Она также появляется в сериале « Как я встретил вашу маму» в четырнадцатой серии второго сезона «Футбол в понедельник вечером».
- В 2006 году песня появилась в сериале «Анатомия Грея» в шестой серии третьего сезона «Let the Angels Commit».
- В 2012 году песня была использована в индонезийской телевизионной рекламе энергетического напитка Mizone.
- Песня является саундтреком к видеоиграм FIFA 08 и MLB 2K13 .
- Песня используется в видеоролике о безопасности самолётов авиакомпанией Air New Zealand .
- Песня воспроизводится в рекламном ролике Google Home Mini TV за 2017 год.
- Песня была использована в саундтреке бразильской мыльной оперы «A Favorita» (2008 −2009)
- Песня появилась в версии сериала «Династия» в 2017 году, в двадцатой серии первого сезона под названием «Линия из прошлого».